# はじめの一歩30周年記念フェザー級トーナメント
はじめの一歩30周年記念フェザー級トーナメント（はじめのいっぽさんじゅうしゅうねんきねんフェザーきゅうトーナメント）は、プロボクシングのA級ボクサーが賞金を懸けてフェザー級で戦うトーナメントである。DANGANが主催。

## 概要
1989年に連載を開始した漫画はじめの一歩（作者:森川ジョージ）の30周年を記念して、主人公幕之内一歩が主戦場とするフェザー級トーナメントの開催が決定。
1回戦・準決勝・決勝に分けて開催。A級ボクサーが1回戦は6回戦、準決勝以降は8回戦のトーナメントで賞金を争う。
優勝者には賞金100万円、副賞としてはじめの一歩に登場予定。

## 試合日程・会場
- 1回戦: 2019年11月19日・後楽園ホール
- 準決勝: 2020年2月27日・後楽園ホール
- 決勝: 2020年8月22日・後楽園ホール[6]

## 参加選手
※はトーナメント参加時の戦績
| 名前                     | 所属ジム   | 戦績（※）               | 備考                                                 |
| ------------------------ | ---------- | ----------------------- | ---------------------------------------------------- |
| 溜田剛士                 | 大橋       | 27戦21勝（19KO）4敗2分  | 初代日本フェザー級ユース王者、日本フェザー級ランカー |
| イ・ジェウ               | 韓国       | 8戦6勝（5KO）2敗        | 韓国KMBフェザー級王者                                |
| 草野慎悟                 | 三迫       | 20戦11勝（4KO）8敗1分   |                                                      |
| マ・シャン               | 中国       | 8戦5勝（3KO）1敗2分     |                                                      |
| 竹嶋宏心                 | 松田       | 4戦4勝（3KO） 無敗      | 東洋フェザー級ランカー                               |
| 渡部大介                 | ワタナベ   | 14戦 9勝 （6KO） 4敗1分 | 日本フェザー級ランカー                               |
| リチャード・プミクピック | フィリピン | 33戦21勝（6KO）10敗2分  | 1回戦はシード、元WBOアジアパシフィックフェザー級王者 |

## 対戦カード
太字が勝者
1回戦
- 溜田剛士 vs イ・ジェウ
- 草野慎悟 vs マ・シャン
- 竹嶋宏心 vs 渡部大介

※引き分けでの優勢点による
準決勝
- イ・ジェウ vs 草野慎悟
- 渡部大介 vs リチャード・プミクピック

決勝
- 草野慎悟 vs 渡部大介